# Linia kolejowa nr 656
Linia kolejowa nr 656 – pierwszorzędna, jednotorowa, zelektryfikowana linia kolejowa łącząca stację Katowice z posterunkiem odgałęźnym Brynów.